# Concerto pour violon en la mineur de Bach

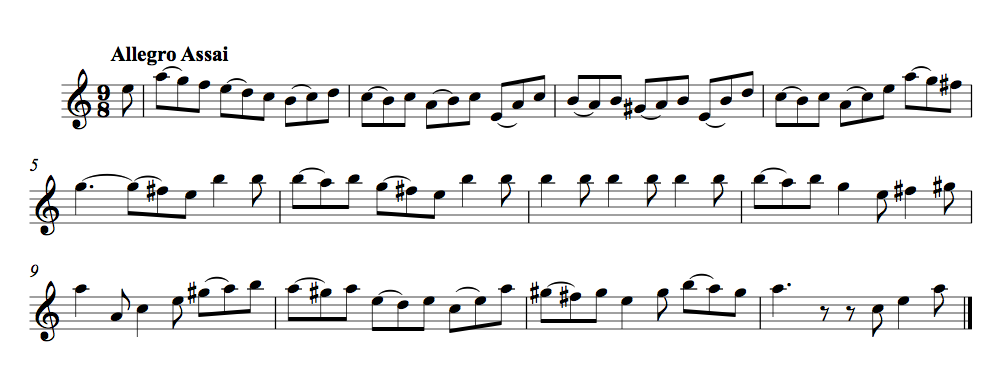
Début du troisième mouvement

Le Concerto pour violon en la mineur de Johann Sebastian Bach (BWV 1041) est un concerto en trois mouvements :
- Allegro moderato ;
- Andante ;
- Allegro assai.

Le concerto n°7 en sol mineur BWV 1058 pour clavecin est un arrangement de ce concerto.